# Dolní Věstonice
Dolní Věstonice (em alemão:  Unterwisternitz)  é uma comuna checa localizada na região de Morávia do Sul, distrito de Břeclav‎.
É conhecida graças ao sitio arqueológico de Dolní Věstonice. Esses sítios foram utilizados por caçadores de mamutes, e entre as maiores descobertas destacam se um enterro triplo e a Vênus de Dolní Věstonice.

## Informações Externas
- (em inglês) Fotografias da área e de artefatos arqueológicos